# Ozieri-Kultur

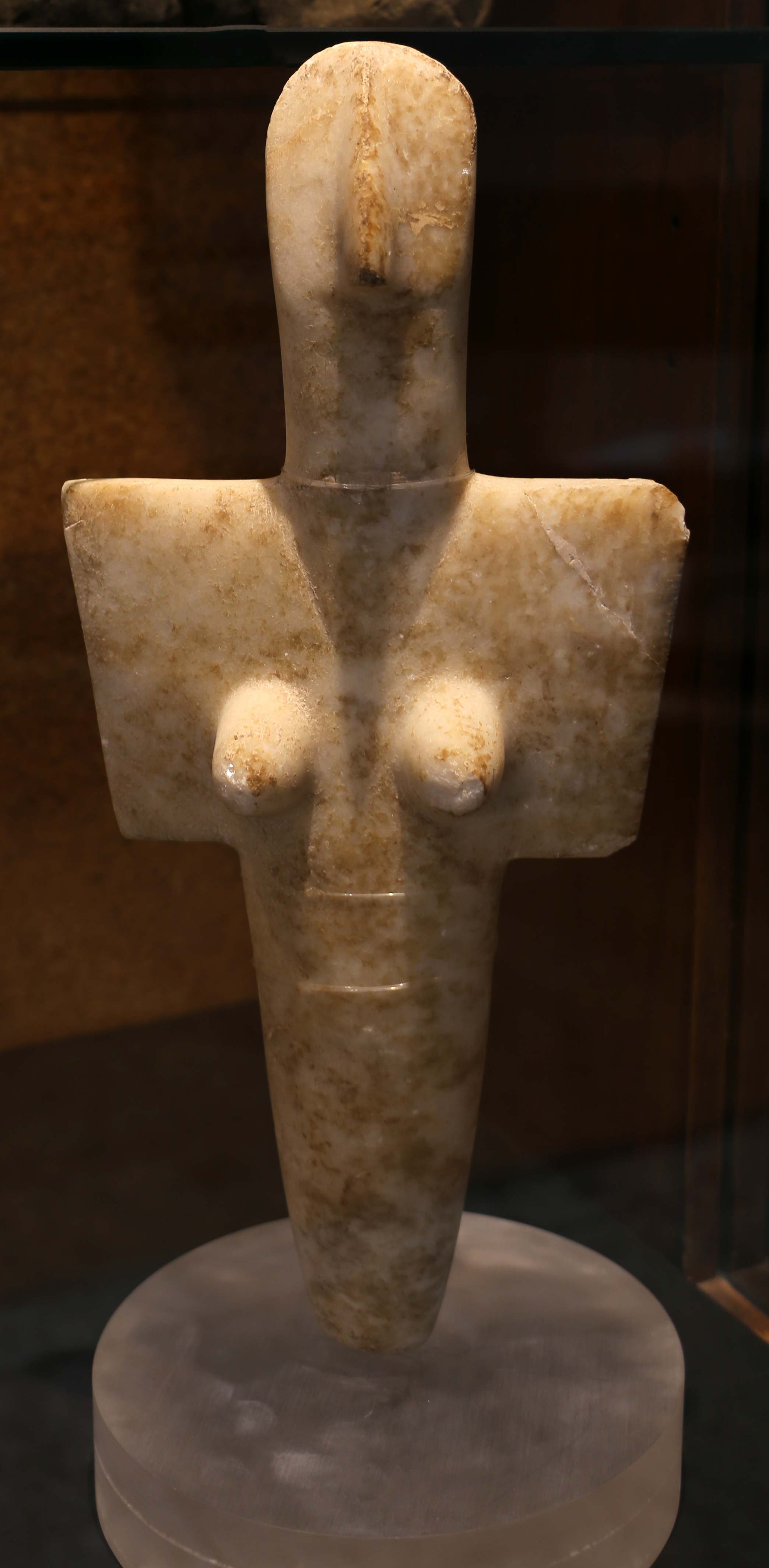
"Dea madre" aus Turriga – die Muttergöttin der Ozieri-Leute

Die Ozieri-Kultur (nach Funden in der Grotta di San Michele zunächst San-Michele-Kultur genannt) ist die letzte der großen Kulturen der Jungsteinzeit (ca. 4000–3200 v. Chr.) auf Sardinien. Sie trug zunächst den Namen ihres ersten Fundortes, der Grotta di San Michele bei Ozieri in der Provinz Sassari. Ihre chronologische Einordnung ist durch Radiokarbondaten aus Naturhöhlen (Grotta Gonagosula und Grotta di Filiestru) belegt. Die Kulturen von Su Caroppu, Filiestru, Bono-Ighinu-Kultur und die erst jüngst entdeckte Kultur von San Ciriaco gingen ihr voraus. Gleichzeitig wird deutlich, dass die Kulturen von Bonu Ighinu und Ozieri zwei Stufen derselben Kultur sind. Ihnen folgten die Kulturen von Abealzu-Filigosa.

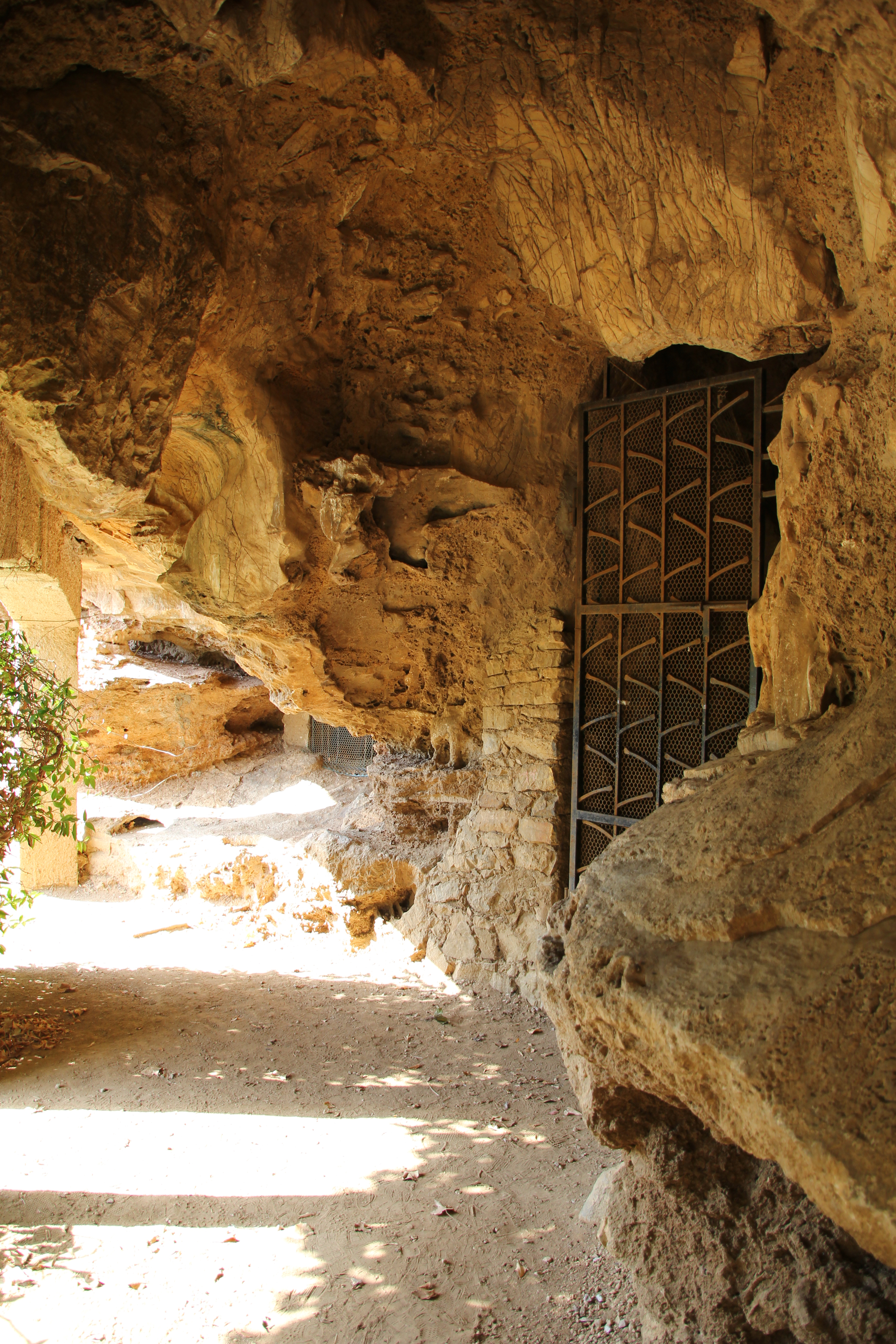
Grotta di San Michele

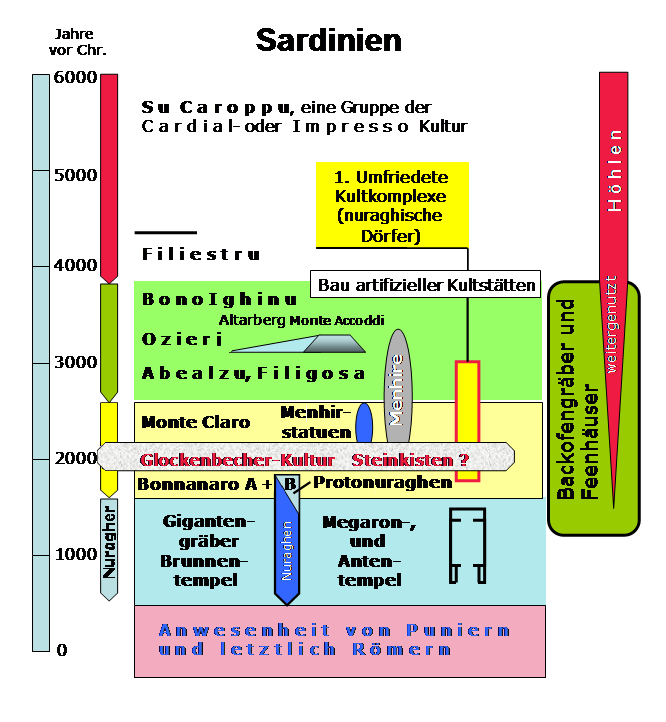
Kulturenfolge

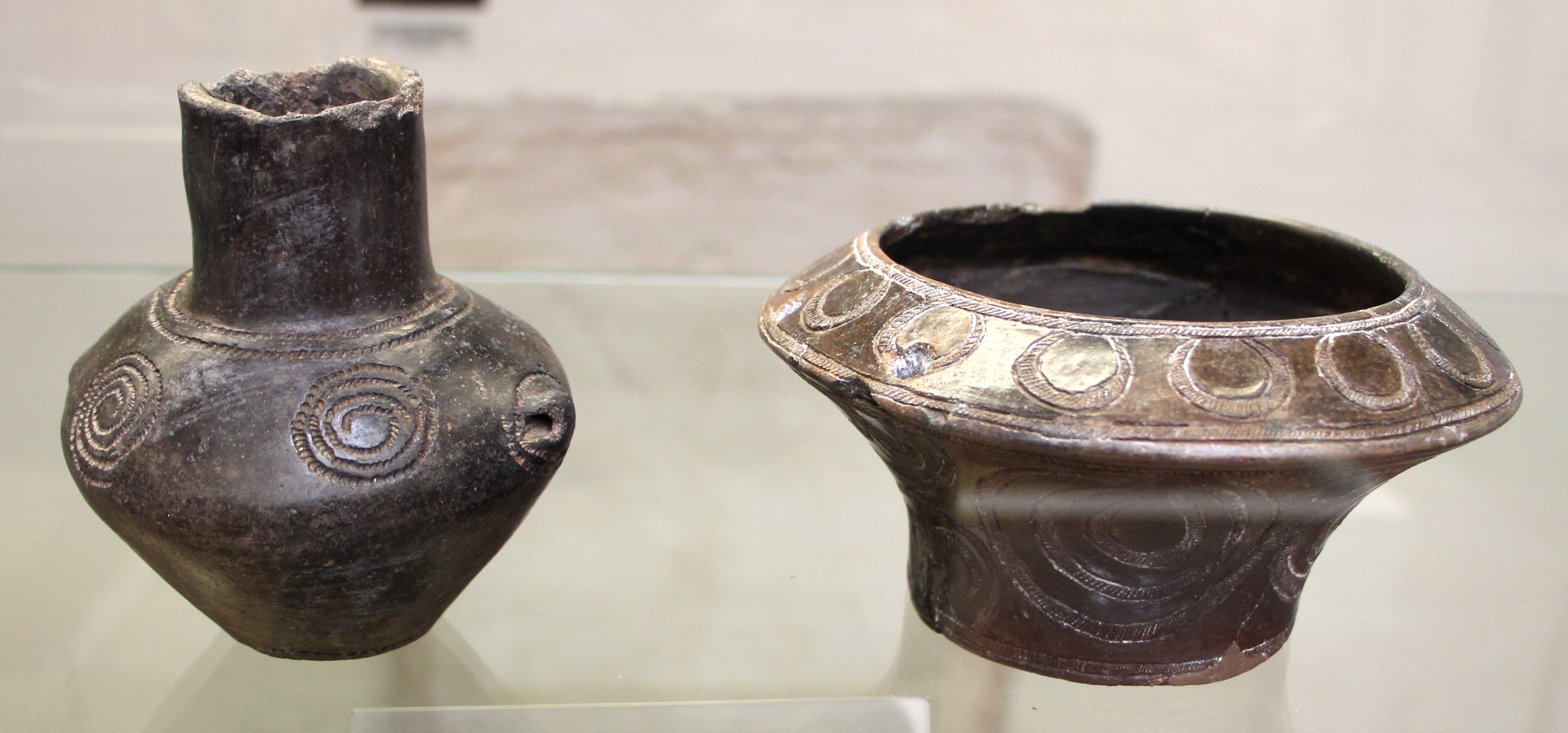
Ozieri-Keramik

## Beschreibung
Die Inselbevölkerung bestand bereits seit mehr als 2.500 Jahren aus Ackerbauern. Sie lebten in unbefestigten Dörfern, deren Zahl und Größe (speziell im Campidano) während der Ozieri-Kultur zunahm. Im Zusammenhang mit der Kultur stehen die plastischen Darstellungen einer Muttergottheit und die Wandbilder einer Stiergottheit, in den so genannten Domus de Janas (artifizielle Höhlengräber) die zu Tausenden, oft in regelrechten Nekropolen angelegt wurden, sowie die Aufrichtung von Menhiren (ital. Perda fitta).

## Funde
Die Keramik der Ozieri-Kultur entwickelt sich zu immer einfallsreicheren Formen. Das Vorbild für die Pyxiden und Dreifüße suchte man ursprünglich in der Ägäis, aber es sind auch Anklänge an die Chassey-Kultur in Südfrankreich erkennbar. Die angenommenen Beziehungen zu Kreta und zum kykladischen Archipel sind durch eine Entwicklung aus einem kulturell-religiösen Substrat, das sich ausgehend von der Levante über den mediterranen Raum ausbreitete, besser erklärt. Charakteristisch für die Keramik sind die unter der Oberfläche geführten Tunnelhenkel, wie sie sich z. B. bei ritzverzierten Pyxiden fanden. Die Verzierung durch diaboloförmige Menschendarstellungen ist ein weiteres Kennzeichen. Terrakotta- (Höhle Sa ’Ucca ’e su Tintirriolu) und Kalksteinidole (Sa Turriga und Porto Ferro) wurden in Gräbern oder an Kultplätzen gefunden. Einige Figuren zeigen rote Farbreste. Sie ähneln kretischen und kykladischen Idolen. Die sardischen Idolfiguren vermeiden indes jede Symbolik im Bereich des Schamdreiecks.
Die Ergebnisse des Bonu-Ighinu-Projekts zeigten die Kontinuität in der Entwicklung zur Ozieri-Kultur auf und widerlegen einerseits Fremdeinflüsse, die nach der Erstbesiedlung der Insel durch Angehörige der Cardial- oder Impressokultur erfolgt sein sollen. Es zeigte sich, dass die Kulturen von Bonu Ighinu und Ozieri, eventuell verbunden über San Ciriaco, Phasen ein und derselben Kultur darstellen. Auf einen Ideenaustausch mit dem Festland weisen andererseits allerdings Kontakte hin, die im Rahmen der Verbreitung des Obsidians vom Monte Arci stattgefunden haben. Der Streit zwischen den Archäologen des diffusionistischen und des evolutionistischen Lagers findet deshalb auf Sardinien besonders heftig statt.  
Die Kultur von San Ciriaco (3400–3200 v. Chr.) unterscheidet sich durch die Produktion von exzellenten Vasen, die in Cuccuru s’Arriu (bei Cabras) und am Torre Foghe (bei Tresnuraghes) gefunden wurden.

## Fundplätze
Mit der Ozieri-Kultur werden ganz unterschiedlich gestaltete Plätze verbunden:
- Anghelu Ruju (Domus de Janas bei Alghero)
- Backofengräber von Cuccuru S’Arriu auf der Sinis-Halbinsel
- Grotta di San Michele (Ozieri)
- Li Muri
- Monte d’Accoddi
- Necropoli di Montessu
- Pranu Muteddu
- und die Dolmen Sa Coveccada und di Motorra